# Rupi Kaur
Rupi Kaur (Punjab, 4 de octubre de 1992) es una poeta feminista contemporánea, ilustradora, fotógrafa y actriz canadiense. Comenzó a recitar poesía en 2009 y saltó a la fama en Instagram con sus poemas, convirtiéndose en una poeta popular a través de sus tres libros de prosa poética.
En marzo de 2015, como parte de su proyecto de fotografía universitaria, Kaur publicó una serie de fotografías en Instagram que la mostraban con manchas de sangre menstrual en su ropa y sábanas. Instagram eliminó la imagen, ante lo cual Kaur escribió una crítica viral de las acciones de la compañía. Como resultado del incidente, la poesía de Kaur ganó más tracción y su primera obra de poesía autoeditada, Milk and Honey (2014), fue reimpresa con un gran éxito comercial. Considerada a la vanguardia del estilo de "Instapoetry", el trabajo de Kaur es simple en lenguaje y explora la identidad del sur de Asia, la inmigración y la feminidad. Su infancia y vida personal sirven como fuentes de inspiración. Dibujos acompañan su poesía con temas fuertes. 
Después del éxito de Milk and Honey, Kaur describe tener dificultades en la creación de su segundo libro de poesía, The Sun and Her Flowers (2017). Su tercera obra, Home Body (2020), está influenciada por el deseo de sentir menos presión por el éxito comercial y la pandemia de COVID-19. 
Kaur, tiene una gran cantidad de seguidores en las redes sociales, especialmente en Instagram. Desde su lanzamiento en 2014, su obra Milk and Honey ha vendido más de 2.5 millones de copias en 25 idiomas, pasando 77 semanas en la lista de bestsellers del New York Times. La poesía de Kaur ha tenido una recepción crítica mixta: ha sido elogiada por influir en la escena de la poesía moderna, pero también ha sido objeto de parodias y enfrentado acusaciones de plagio por parte de otros poetas. Kaur ha sido incluida en listas de felicitaciones de fin de año por la BBC y Elle; The New Republic la llamó controversialmente la "Escritora de la Década".

## Primeros años
Kaur nació en Panyab, India, el 4 de octubre de 1992. En una familia practicante del Sijismo y con cuatro años emigró con sus padres a Canadá. Su padre ya se había marchado antes y no estuvo presente en el nacimiento de Kaur. Debido a la inestabilidad financiera, él enviaba suministros adecuados para Kaur y su crianza. Vivía con sus padres y tres hermanos menores en un piso sótano de una habitación, donde dormían en la misma cama. Su familia finalmente se estableció en Brampton, Ontario, junto a una gran comunidad diaspórica del sur de Asia, mientras que el padre de Kaur trabajaba como conductor de camiones. Durante su infancia, su madre le inspiró para dibujar y pintar, especialmente cuando aún no sabía comunicarse en inglés con otros niños en el colegio.
Cuando su padre vivía en Japón, le escribía poesía en punjabí a la madre de Kaur, quien practicaba la pintura. A los cinco años, Kaur se sintió obligada a adoptar el pasatiempo de pintar de su madre; le dieron un pincel y la obligaron a dibujar. Su madre quería inculcarle este arte, ya que estaba tan cerca de su hogar. Además, Kaur recordó que la poesía era un aspecto recurrente de su fe, espiritualidad y vida cotidiana: "Había tardes en las que mi papá se sentaba durante horas, analizando un solo verso durante horas". Cuando era niña, Kaur se avergonzaba del acento de su madre y trataba de distanciarse. Kaur generalmente era consciente de su identidad. Su madre a veces estaba distante con Kaur, como resultado de su familia y cultura, especialmente cuando Kaur estaba en su período; menstruar, junto con su abuso infantil, a menudo dejaba a Kaur debilitada. Su relación con sus padres, en particular con su madre, se volvió turbulenta en su adolescencia; hubo extensas discusiones sobre actividades mundanas que Kaur interpretó más tarde como un intento de preservar su cultura original. De niña, presenció a familiares y amigos sufrir violencia doméstica o abuso sexual; ver a sus padres ser víctimas de racismo, dedujo, resultó en su actitud tímida. Su entorno mientras crecía la llevó a desarrollar lo que ella consideraba "modo de supervivencia constante".
Realizó kirtan y música clásica india durante varios años. Kaur aspiraba a ser astronauta, trabajadora social o diseñadora de moda; sus ambiciones cambiaban con frecuencia y su padre le prohibió estudiar la última materia en la universidad. Expresó interés por la lectura desde joven, encontrando que aliviaba su soledad. Su interés se vio obstaculizado por tener el inglés como segunda lengua, aprendiéndolo por primera vez a los 10 años, aunque consideraba su afinidad por los libros como una amistad. Su confianza y habilidades sociales crecieron en cuarto grado.
Una aversión inicial al inglés significaba que Kaur estuvo efectivamente muda durante un tiempo. A lo largo de la escuela secundaria, participó en "competencias de discursos", ganando una en séptimo grado, lo que le ayudó a encontrar progreso y esperanza a pesar del aislamiento y el acoso. Según Kaur, fue un blanco fácil para el ridículo debido a su apariencia exterior y vulnerabilidad. Kaur fue objeto de diversos comentarios sobre su apariencia por parte de sus padres y compañeros. Comenzó a ganar confianza después del sexto grado y fue la escritura y la actuación lo que la llevó a "encontrar su voz". Experimentó el punto más bajo de su educación durante la escuela secundaria, ya que sufrió, lo que ella consideraba, un cuidado tóxico. Sus sentimientos se aliviaron al dejar de lado a personas a las que describió como "muy peligrosas para mí". La poesía le brindó consuelo mientras lidiaba con la autoconciencia; entre los autores que leyó se encuentran Amrita Pritam, Maya Angelou, Roald Dahl, Dr. Seuss y J.K. Rowling.
Estudió retórica y escritura profesional en la Universidad de Waterloo, Ontario. E impartió clases de escritura creativa para estudiantes de secundaria y universidad. Cuando estudiaba poesía, dijo que "agonizaba por cada palabra". Kaur y su familia se mudaron a Brampton (Ontario).

## Carrera profesional
En el instituto comenzó a difundir sus textos de forma anónima y en 2013 empezó a escribir con su propio nombre en tumblr. En 2014 trasladó su trabajo a Instagram, añadiendo ilustraciones de trazos simples y minimalistas. Toda su obra está escrita en minúsculas y el único signo de puntuación empleado es el punto. Esto lo hizo para honrar a la escritura gurmukhi, presente en sus raíces. Sus libros están pensados para ser una experiencia fácil de leer para el público, con dibujos simples para enfatizar las palabras. Algunos temas que menciona especialmente son el abuso, el amor, el feminismo y el desamor.

## Publicaciones a Rupi Kaur
El primer libro de Kaur, una antología titulada Milk and Honey, se publicó el 4 de noviembre de 2014. Una colección de poesía, prosa e ilustraciones dibujadas a mano. El libro está dividido en cuatro capítulos, y cada capítulo trata sobre un tema diferente. Las ventas de libros de Milk and Honey superaron los 2.5 millones de copias. Este libro estuvo en la lista de Best Seller del New York Times por más de 77 semanas.
Su segundo libro, The Sun and Her Flowers, se publicó el 3 de octubre de 2017. Este trabajo también explora una variedad de temas que incluyen la pérdida, el trauma, la curación, la feminidad, la migración y la revolución.
En 2020 publica Home body, un poemario sobre el viaje emocional hacia la aceptación y el amor propio.
Su cuarto libro, Healing through words, se publicó en 2022. Este trabajo contiene ejercicios guiados que le permiten a los lectores internarse en el mundo de la escritura y la creatividad e invita a explorar temas como el trauma, la pérdida, la angustia, el amor, la curación y la celebración de uno mismo.

## Influencias
Se inspiró en varios escritores y eruditos como Kahlil Gibran, Alice Walker y Sharon Olds. Ella también está influenciada por las escrituras Sij. Kaur aprendió inglés después de mudarse a Canadá, lo que influyó en su estilo de escritura.